# كارستن راميلو
كارستن راميلو ((بالإنجليزية: Carsten Ramelow)؛ مواليد 20 مارس 1974) لاعب كرة قدم ألماني معتزل كان يجيد اللعب كقلب دفاع وارتكاز دفاعي.

## مسيرته الكروية
لعب كارستن راميلو خلال مسيرته الاحترافية مع 3 أندية في تسعة عشر موسمًا وسجل خلالها 28 هدفًا ضمن 427 مباراة. ولم يفز بأي موسم بالكأس أو بالدوري.
خاض كارستن راميلو مسيرته مع SG Gesundbrunnen Berlin ‏ في موسم 1991–92 في المرة الأولى ولمدة موسمين ثم في موسم 1993–94 واستمر معه طيلة ثلاثة مواسم، مشاركًا طوالها في 80 مباراة سجل خلالها 5 أهداف. ثم انتقل إلى Hertha BSC II ‏ في موسم 1992–93 لمدة موسم واحد، حيث شارك في 14 مباراة سجل خلالها هدفًا واحدًا. لينتقل بعدها إلى نادي باير 04 ليفركوزن في موسم 1995–96 ليلعب معه ثلاثة عشر موسمًا، مشاركًا في 333 مباراة سجل خلالها 22 هدفًا.

## روابط خارجية
- كارستن راميلو على موقع الاتحاد الدولي (مؤرشف)  (الإنجليزية)
- كارستن راميلو على موقع الاتحاد الأوربي (الإنجليزية)
- كارستن راميلو على موقع قاعدة بيانات كرة القدم.إي يو (الإنجليزية)
- كارستن راميلو على موقع بيانات كرة القدم. دي إي (الألمانية)
- كارستن راميلو على موقع ناشيونال فوتبول تيمز (الإنجليزية)
- كارستن راميلو على موقع عالم كرة القدم.نت (الإنجليزية)
- كارستن راميلو على موقع كووورة